# Alarm im Schlossmuseum
Alarm im Schlossmuseum ist eine Miniserie, deren drei Episoden im Januar 1983 an drei aufeinanderfolgenden Montagen im Nachmittagsprogramm des ZDF ausgestrahlt wurden. Als Vorlage für die Fantasy- und Abenteuerserie für Kinder, in der ein Professor in einem Schlossmuseum auf Gespensterjagd geht, diente der gleichnamige Roman von Eva Rechlin. Der in erster Linie als Schauspieler bekannte Armin Dahlen zeichnete für Regie und Drehbuch verantwortlich.

## Handlung
Im Schlossmuseum von Salzgaden spukt es. Professor Treuler, Kunsthistoriker von Beruf, versucht zunächst vergeblich, die beiden 200 Jahre alten Gespenster Ferdinand und Aisisa mit gutem Zureden und Hilfe seiner Tochter Katharina von ihrem nächtlichen Treiben abzubringen. Dann wendet er sich moderneren Mitteln zu und setzt eine Alarmanlage ein.

## Episoden
| Folge | Titel                     | Ausstrahlung    |
| ----- | ------------------------- | --------------- |
| 1     | Aufgehängter Herr gesucht | 3. Januar 1983  |
| 2     | Rendezvous um Mitternacht | 10. Januar 1983 |
| 3     | Gespensterreigen          | 17. Januar 1983 |